# Шо Косуґі
Шо Косуґі (яп. 小杉 正一, *Шоіті Косуґі*, нар. 17 червня 1948, Токіо, Японія) — японський актор, майстер бойових мистецтв, хореограф бойових сцен і продюсер. Найбільш відомий своїми ролями в американських бойовиках 1980-х років, де грав ніндзя, зокрема у фільмах Enter the Ninja (1981), Revenge of the Ninja (1983) та Ninja III: The Domination (1984). Косуґі став символом популяризації образу ніндзя в західній поп-культурі.

## Біографія
Шо Косуґі народився 17 червня 1948 року в Токіо, Японія. З дитинства вивчав різні бойові мистецтва, зокрема карате (стиль шотокан), кендо, дзюдо та ніндзюцу. У 18 років переїхав до США, де продовжив навчання та почав кар'єру в бойових мистецтвах, згодом здобувши ступінь бакалавра економіки.

## Кар'єра
Першу популярність Косуґі здобув після участі у фільмі Enter the Ninja (1981), де зіграв антагоніста-ніндзя. Цей фільм започаткував хвилю інтересу до ніндзя у Голлівуді. Успіх закріпився у стрічках Revenge of the Ninja (1983) та Ninja III: The Domination (1984), де він уже виступав у головних ролях.
У 1980-х роках Косуґі створив власну продюсерську компанію та знімався у фільмах і телесеріалах, таких як The Master (1984), серіалі про ніндзя, який транслювався на NBC. Також він став хореографом бойових сцен та наставником для молодих акторів-бійців.
У 2000-х роках частково відійшов від акторської діяльності, але знову з'явився на екрані у фільмі Ninja Assassin (2009), де зіграв антагоніста, майстра ніндзя.

## Особисте життя
Шо Косуґі має двох синів — Кейна Косуґі та Шейна Косуґі, обидва також актори і майстри бойових мистецтв. Кейн активно знімався у бойовиках 1990-х та 2000-х років, переважно в Японії та США.
Косуґі також займається популяризацією традиційних японських бойових мистецтв, проводить семінари та демонстрації по всьому світу.

## Вибрана фільмографія
- Enter the Ninja (1981) — Хасегава
- Revenge of the Ninja (1983) — Чо Осакі
- Ninja III: The Domination (1984) — Юдзімото
- Pray for Death (1985) — Акіра Сайто
- Rage of Honor (1987) — Шіро Танга
- Black Eagle (1988) — Кен Танак
- Ninja Assassin (2009) — Озу

## Цікаві факти
- Косуґі має чорний пояс з кількох бойових мистецтв, зокрема 7-й дан у шотокан карате.
- У 1980-х був символом американської "ніндзя-мани", що вплинула на фільми, відеоігри та комікси.
- Його син Кейн Косуґі також зіграв ніндзя у кількох фільмах, зберігаючи сімейну традицію.